# Magyar Rádió Demó
A Pokolgép zenekar 1984-ben a Magyar Rádió 8-as stúdiójában rögzítette három dalból álló demóját. Az anyagra A bűn, a Cirkusz és rács és a Heavy metal című számok kerültek fel. A dalokat végül nem adták ki. Ezt az anyagot még nem a később klasszikusnak nevezett felállás készítette. A dobokon Gyenizse András hallható, aki korábban a P. Mobil tagja volt. Gyenizse 1985-ben az Egyesült Államokba disszidált, helyét Tarca László vette át, vele alakult ki a „klasszikus Pokolgép”.
A demón hallható dalok később nem jelentek meg stúdióalbumon a Pokolgép neve alatt. Az 1995-ben megtartott búcsúkoncerten elhangzott a Bűn és a Cirkusz és rács is, a meghívott vendégként jelen lévő Gyenizse András közreműködésével. A Hungaroton 1985-ben egy Start válogatáslemezen adott helyet a Heavy metal című számnak. Mind a három dal megjelent Kalapács József 2000-ben megjelent Az első merénylet című albumán, amely a Pokolgép korai időszakának ki nem adott dalait tartalmazza.

## Az album dalai
1. A bűn - 2:36
2. Cirkusz és rács - 4:22
3. Heavy metal - 3:58

## Közreműködők
- Kalapács József - ének
- Kukovecz Gábor - gitár
- Nagyfi László - gitár
- Pazdera György - basszusgitár
- Gyenizse András - dob